# Eldridge (California)
Eldridge es un lugar designado por el censo ubicado en el condado de Sonoma en el estado estadounidense de California. En el año 2000 tenía una población de 1,534 habitantes y una densidad poblacional de 927.8 personas por km².

## Geografía
Eldridge se encuentra ubicado en las coordenadas 38°20′31″N 122°30′43″O / 38.34194, -122.51194. Según la Oficina del Censo, la ciudad tiene un área total de 1,7 km² (0,7 mi²), de la cual 1,7 km² (0,7 mi²) es tierra y 0 km² (0 mi²) (0%) es agua.

## Demografía
Según la Oficina del Censo en 2000 los ingresos medios por hogar en la localidad eran de $52,656, y los ingresos medios por familia eran $62,500. Los hombres tenían unos ingresos medios de $35,426 frente a los $34,886 para las mujeres. La renta per cápita para la localidad era de $24,076. Alrededor del 16.3% de la población estaban por debajo del umbral de pobreza.